# Чемпионат мира по лёгкой атлетике в помещении 2018 — эстафета 4×400 метров (женщины)
Соревнования в эстафете 4×400 метров у женщин на чемпионате мира по лёгкой атлетике в помещении 2018 года прошли 3 и 4 марта в британском Бирмингеме на арене «National Indoor Arena».
Действующим зимним чемпионом мира в эстафете 4×400 метров являлась сборная США.

## Медалисты
| Золото                                                                                                | Серебро | Бронза                                                                               |
| США · Куанера Хейз · Джорджанн Молин · Шакима Уимбли · Кортни Около · Джоанна Эткинс · Рейвин Роджерс | Польша · Юстина Свенти-Эрсетич · Патриция Выцишкевич · Александра Гаворская · Малгожата Голуб-Ковалик · Йоанна Линкевич · Наталья Качмарек | Великобритания · Меган Бисли · Ханна Уильямс · Эми Оллкок · Зои Кларк · Аника Онуора |

## Рекорды
До начала соревнований действующими были следующие рекорды в помещении.
| Мировой рекорд                 | Россия · Юлия Гущина · Ольга Котлярова · Ольга Зайцева · Олеся Красномовец           | 3.23,37 | Глазго, Великобритания | 28 января 2006  |
| Рекорд чемпионатов мира        | Россия · Олеся Красномовец · Ольга Котлярова · Татьяна Лёвина · Наталья Назарова     | 3.23,88 | Будапешт, Венгрия      | 7 марта 2004    |
| Лучший результат сезона в мире | Университет Южной Калифорнии Кайра Константин Анна Кокрелл Дианна Хилл Кендалл Эллис | 3.27,56 | Клемсон, США           | 10 февраля 2018 |

## Расписание

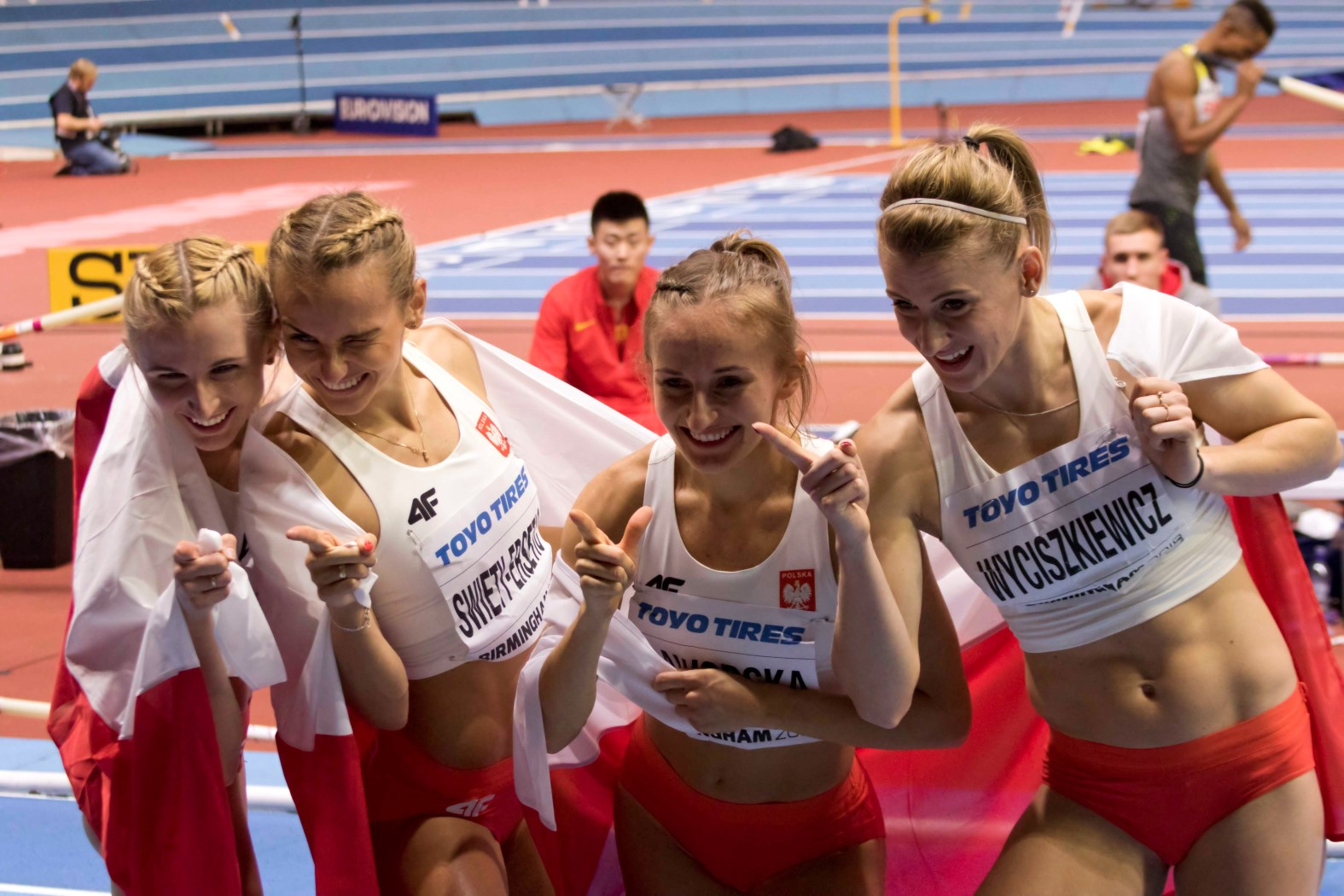
Польские девушки завоевали серебряные медали

| Дата         | Время | Раунд соревнований     |
| ------------ | ----- | ---------------------- |
| 3 марта 2018 | 13:20 | Предварительные забеги |
| 4 марта 2018 | 16:30 | Финал                  |

Время местное (UTC±00:00)

## Результаты
Обозначения: Q — Автоматическая квалификация | q — Квалификация по показанному результату | WR — Мировой рекорд | AR — Рекорд континента | CR — Рекорд чемпионатов мира | NR — Национальный рекорд | WL — Лучший результат сезона в мире | SB — Лучший результат в сезоне | DNS — Не стартовали | DNF — Не финишировали | DQ — Дисквалифицированы

### Предварительные забеги
Квалификация: первые 2 команды в каждом забеге (Q) плюс 2 лучших по времени (q) проходили в финал.
| Место | Команда                                                                                   | Забег | Результат | Примечания |
| ----- | ----------------------------------------------------------------------------------------- | ----- | --------- | ---------- |
| 1     | США (Куанера Хейз, Джоанна Эткинс, Джорджанн Молин, Рейвин Роджерс)                       | 1     | 3:30.54   | Q          |
| 2     | Ямайка (Джанив Расселл, Доминик Блейк, Тиффани Джеймс, Анастасия Лерой)                   | 2     | 3:32.01   | Q, SB      |
| 3     | Украина (Татьяна Мельник, Екатерина Климюк, Анна Рыжикова, Анастасия Брызгина)            | 2     | 3:32.06   | Q, SB      |
| 4     | Польша (Малгожата Голуб-Ковалик, Йоанна Линкевич, Наталья Качмарек, Александра Гаворская) | 2     | 3:32.07   | q, SB      |
| 5     | Великобритания (Эми Оллкок, Аника Онуора, Ханна Уильямс, Меган Бисли)                     | 1     | 3:32.57   | Q, SB      |
| 6     | Италия (Рафаэла Лукудо, Айомиде Фолорунсо, Кьяра Баццони, Мария Энрика Спакка)            | 1     | 3:32.62   | q, SB      |
| 7     | Чехия (Мартина Гофманова, Марцела Пиркова, Тереза Петржилкова, Лада Вондрова)             | 2     | 3:34.90   | SB         |
| 8     | Португалия (Филипа Мартиньш, Катя Азеведу, Ривинилда Ментай, Дороте Эвора)                | 2     | 3:35.43   | NR         |
| 9     | Казахстан (Светлана Голендова, Элина Михина, Любовь Ушакова, Аделина Ахметова)            | 1     | 3:40.54   | SB         |
| 10 !  | Нигерия                                                                                   | 1     | DNS       |            |

### Финал
Финал в эстафете 4×400 метров у женщин состоялся 4 марта 2018 года. Сборная США успешно защитила титул, в третий раз подряд выиграв женскую эстафету на зимнем чемпионате мира. Американки лидировали на протяжении всей дистанции, однако в конце каждого этапа к ним вплотную приближались бегуньи из Ямайки и Польши. Стараниями Кортни Около и Шакимы Уимбли, чемпионки и серебряного призёра в беге на 400 метров соответственно, команда США сохранила первое место и показала второй результат в истории лёгкой атлетики. Их результат 3.23,85 всего полсекунды уступил мировому рекорду российских девушек, но стал при этом новым континентальным рекордом и рекордом чемпионатов мира. Сборная Ямайки финишировала второй, однако почти сразу после финиша была дисквалифицирована. Джанив Расселл перед началом своего второго этапа самовольно поменяла позицию в зоне передачи, встав впереди украинской бегуньи вопреки судейской расстановке и нарушив тем самым правила соревнований. Таким образом, серебряные медали достались представительницам Польши, которые установили национальный рекорд — 3.26,09. Британская команда также была дисквалифицирована после финиша, однако после апелляции её результат был восстановлен, и хозяева соревнований получили бронзовые медали.
| Место | Команда                                                                                            | Результат | Примечания |
| ----- | -------------------------------------------------------------------------------------------------- | --------- | ---------- |
| 1     | США (Куанера Хейз, Джорджанн Молин, Шакима Уимбли, Кортни Около)                                   | 3:23.85   | AR, CR, WL |
| 2     | Польша (Юстина Свенти-Эрсетич, Патриция Выцишкевич, Александра Гаворская, Малгожата Голуб-Ковалик) | 3:26.09   | NR         |
| 3     | Великобритания (Меган Бисли, Ханна Уильямс, Эми Оллкок, Зои Кларк)                                 | 3:29.38   | SB         |
| 4     | Украина (Татьяна Мельник, Екатерина Климюк, Анна Рыжикова, Анастасия Брызгина)                     | 3:31.32   | SB         |
| 5     | Италия (Рафаэла Лукудо, Айомиде Фолорунсо, Кьяра Баццони, Мария Энрика Спакка)                     | 3:31.55   | NR         |
| 6 !   | Ямайка (Тови Дженкинс, Джанив Расселл, Анастасия Лерой, Стефени Энн Макферсон)                     | DQ        |            |